# Senhor do Bonfim (ort)
Senhor do Bonfim är en ort i Brasilien.   Den ligger i kommunen Senhor do Bonfim och delstaten Bahia, i den östra delen av landet, 1 000 km nordost om huvudstaden Brasília. Senhor do Bonfim ligger 544 meter över havet och antalet invånare är 48 471.
Terrängen runt Senhor do Bonfim är platt åt sydost, men åt nordväst är den kuperad. Senhor do Bonfim är det största samhället i trakten.
Omgivningarna runt Senhor do Bonfim är huvudsakligen savann. Runt Senhor do Bonfim är det ganska tätbefolkat, med 86 invånare per kvadratkilometer.